# Teja (Schiff)
Die Teja war ein deutsches Frachtschiff, das im Zweiten Weltkrieg versenkt wurde. Bei ihrem Untergang kamen nach verschiedenen Quellen 4.000 bis 5.000 Menschen ums Leben.

## Geschichte
Das Frachtschiff mit dieselelektrischem Antrieb wurde 1941 von der Sowjetunion bei der Werft Ganz Danubius im ungarischen Újpest in Auftrag gegeben. Der Name dieses größten bis dahin von der Werft gebauten Schiffs sollte ursprünglich Simferopol lauten. Auf Grund des Kriegsverlaufs nahm Ungarn das unfertige Schiff auf dem Helgen in Besitz und benannte es beim Stapellauf 1942 Magyar Tengerész. 1942 kam das Schiff für die Reederei Magyar Kereskedelmi Tengerhajózási aus Budapest in Fahrt.
Im Jahr darauf nahm das Deutsche Reich das Schiff im rumänischen Donauhafen Galați in Besitz und betrieb es als Teja weiter, wobei es dem Reichskommissar für die Seeschifffahrt bzw. der Schwarzmeer-Schiffahrts-GmbH und später der Mittelmeer-Reederei unterstellt wurde. Benannt war das Schiff nun nach dem letzten Ostgotenkönig Teja.
Am 8. Mai 1944 wurde die Teja zusammen mit ihrem Schwesterschiff Totila und weiteren Einheiten vom Hafen Constanța an der rumänischen Schwarzmeerküste zur eingeschlossenen Festung Sewastopol entsandt, um an deren Evakuierung mitzuwirken. In den Morgenstunden des 10. Mai nahm sie mehrere tausend Personen – in der Mehrzahl Soldaten – an Bord und trat die Rückfahrt nach Constanța an. Am frühen Nachmittag wurde das Schiff von sowjetischen Flugzeugen mit Bomben angegriffen und versenkt. Nur einige hundert der an Bord befindlichen Personen konnten von anderen Fahrzeugen geborgen werden; zwischen 4.000 und 5.000 Menschen kamen ums Leben.